# Incisió i drenatge

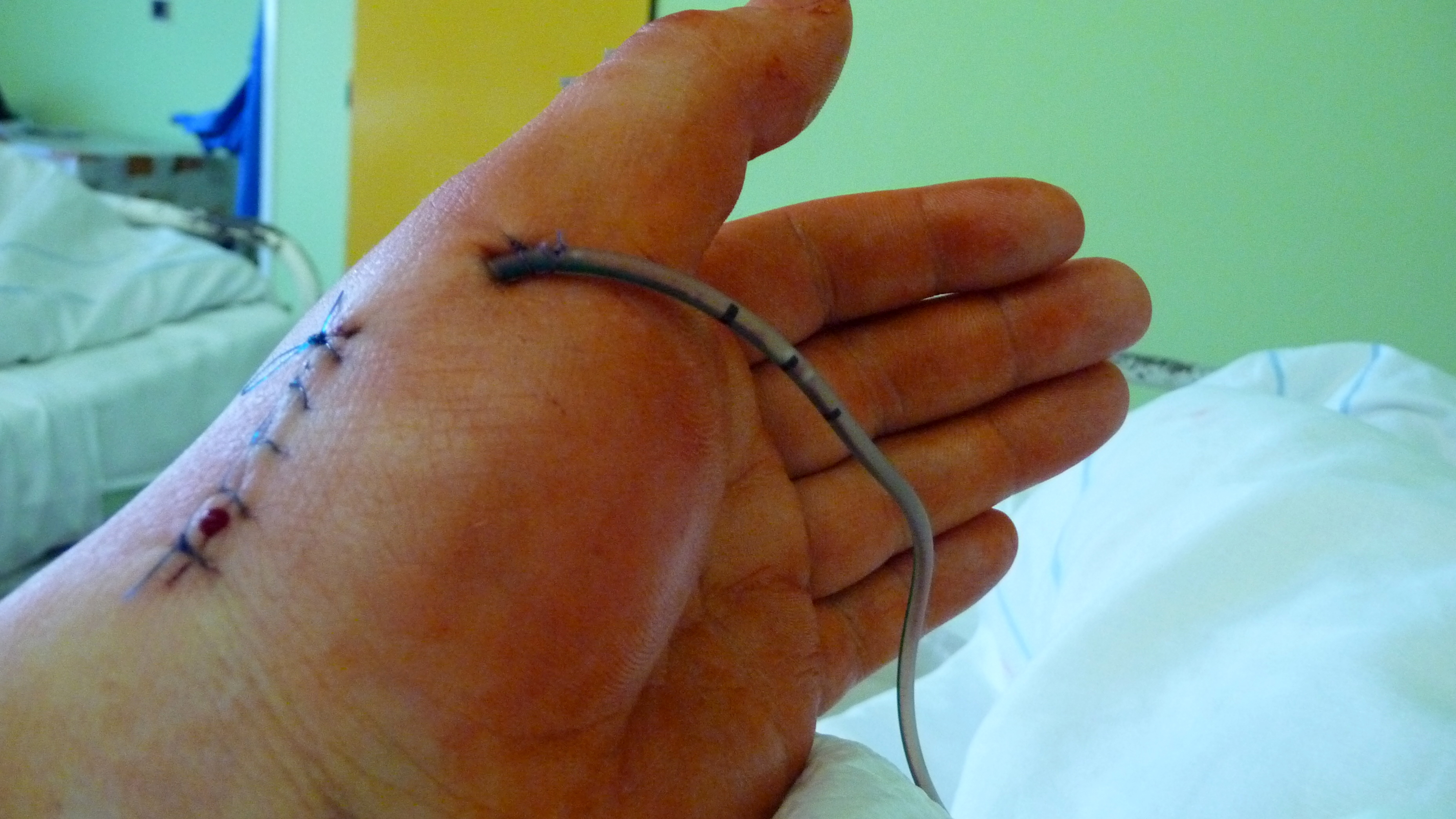
Incisió i drenatge per alliberar pus o pressió sota la pell.

La incisió i drenatge són procediments quirúrgics per alliberar el pus d'una zona o òrgan, habitualment en forma d'abscés, mitjançant un tall (incisió) a través del qual el pus pugui sortir (drenatge). En alguns casos s'utilitza aquesta tècnica per evacuar hematomes importants.
El més habitual és la incisió i drenatge d'un abscés cutani (de sota la pell), es parla aleshores de procediment quirúrgic menor. Es realitza tractant la zona amb un antisèptic, i després fent una petita incisió (tall) punxant la pell mitjançant un instrument estèril com una agulla afilada o un bisturí punxegut. Els abscessos cutanis no complicats no necessiten antibiòtics després d'un drenatge reeixit.
La bona pràctica mèdica per als abscessos abdominals grans requereix la inserció d'un tub de drenatge, precedit per la inserció d'una via central per si convingués un tractament d'un possible xoc sèptic.